# Virginia (Lempira)
Pour les articles homonymes, voir Virginia.
Virginia est une municipalité du Honduras, située dans le département de Lempira. La municipalité comprend 5 villages et 35 hameaux. Elle est fondée en 1830.

## Source de la traduction
- (en) Cet article est partiellement ou en totalité issu de l’article de Wikipédia en anglais intitulé « Virginia, Lempira » (voir la liste des auteurs).